# Joachim Herz Stiftung
Die Joachim Herz Stiftung ist eine deutsche gemeinnützige Stiftung bürgerlichen Rechts. Sie hat ihren Sitz in Hamburg und engagiert sich regional, national und international. Sie konzentriert sich auf operative Projekte in den drei Programmbereichen Persönlichkeitsbildung, Naturwissenschaften und Wirtschaft. In diesen drei Bereichen fördert sie auch kleine, innovative Projekte Dritter. Seit 2017 unterstützt die Joachim Herz Stiftung zudem Forschungsprojekte in den Themenfeldern Medizin, Recht und Ingenieurwissenschaften.
Im Mittelpunkt ihrer Arbeit stehen Kinder, Jugendliche und junge Erwachsene, die sich in der Schule, Ausbildung oder Studium befinden bzw. Orientierung beim Berufseinstieg suchen.

## Gründung und Finanzierung
Die Stiftung wurde 2008 nach dem Tod des Hamburger Unternehmers Joachim Herz gegründet. Noch zu Lebzeiten plante er zusammen mit seiner Ehefrau Petra Herz die Errichtung einer Stiftung und gemeinsam legten sie den finanziellen Grundstock des Stiftungsvermögens von rund 1,3 Milliarden Euro. Nach dem Willen des Stifters und der Satzung folgend ist das Stiftungskapital überwiegend unternehmerisch investiert und gebunden. Der Großteil davon ist mittelbar bei der Beiersdorf AG angelegt. Dazu kommt ein Immobilienportfolio, das sich hauptsächlich in den USA befindet. Für die gemeinnützige Arbeit der Joachim Herz Stiftung stehen jährlich mehr als 10 Millionen Euro zur Verfügung.

## Organe der Stiftung
Stiftungsorgan sind der Vorstand, das Kuratorium und der gemeinsame Stiftungsausschuss. Der Vorstand ist für die operative Arbeit zuständig. Sabine Kunst, ehemalige Präsidentin der Humboldt-Universität zu Berlin, ist seit dem 15. Januar 2022 Mitglied des Vorstandes der Joachim Herz Stiftung, am 19. Januar wurde sie zur Vorstandsvorsitzenden gewählt. Ein weiteres Vorstandsmitglied ist seit 2014 Ulrich Müller. Die dritte Position ist seit dem 1. Oktober 2018 von Nina Lemmens besetzt.
Henneke Lütgerath, der Ende 2021 nach Beendigung seiner fünfjährigen Amtszeit aus dem Vorstand der Joachim Herz Stiftung ausschied, wechselte zum 1. Februar 2022 in das Kuratorium der Stiftung. Die Managerin Martina Sandrock wurde zum 1. Januar 2022 in das Kuratorium der Joachim Herz Stiftung berufen. Jan Louis, Vizepräsident der Universität Hamburg, ist seit dem 14. Februar 2021 Kuratoriumsmitglied. Das Kuratorium hat die Funktion eines Aufsichtsrates.
Petra Herz ist Ehrenvorsitzende. Sie war im Februar 2016 nach acht Jahren Aufbauarbeit an der Spitze der Stiftung in den Ehrenvorsitz gewechselt.

## Aktivitäten
Die Stiftung ist vorwiegend operativ tätig, was Kooperationen mit anderen Stiftungen und Partnern aus dem Bildungs- und Wissenschaftsbereich einschließt. Die Stiftung ist in ihrer Arbeit unabhängig von parteipolitischen, staatlichen und religiösen Interessen. Gemäß dem unternehmerischen Geist des Stifters wird ihre Arbeit durch Prinzipien wie Wettbewerb, Qualität und Effizienz bestimmt. Junge Menschen sollen nach Ansicht der Stiftung ihr Leben eigenverantwortlich und selbstbestimmt gestalten und damit zu einer leistungsfähigen und toleranten Gesellschaft beitragen können, unabhängig von Herkunft oder sozialem Status.
Alle drei Programmbereiche werden im schulischen Segment vom sog. Perlenfonds der Stiftung ergänzt. Mit dem Perlenfonds sollen Projekte sog. Anschubfinanzierungen erhalten und werden einmalig mit bis zu 25.000 Euro gefördert.

### Programmbereich Persönlichkeitsbildung
Mit den Projekten in diesem Programmbereich möchte die Stiftung die Eigeninitiative junger Menschen unterstützen, ihre Persönlichkeit stärken und ihre Kompetenzen fördern. Das Stipendienprogramm grips gewinnt unterstützt seit 2011 begabte und engagierte Schüler, die soziale, kulturelle oder finanzielle Hürden überwinden müssen.
Bei heimspiel. Für Bildung engagiert sich die Stiftung zusammen mit der Alfred-Toepfer-Stiftung F. V. S. in den Hamburger Quartieren Wandsbek-Hohenhorst und Harburg Neuwiedenthal/Hausbruch und Billstedt für bessere Bildungschancen von Schülern.

### Programmbereich Naturwissenschaften
Ein besonderes Augenmerk legt die Stiftung darauf, Kinder und Jugendliche an die Naturwissenschaften heranzuführen, Begabungspotenziale zu entdecken und zu fördern. Davon ausgehend unterstützt die Stiftung auch den wissenschaftlichen Nachwuchs sowie exzellente Wissenschaft und Forschung.
Im Programmbereich Naturwissenschaften finanziert die Stiftung unter anderem Stipendien für Doktoranden und Postdocs, Lehrerfortbildungen oder das Schülerforschungszentrum Hamburg.
Die Stiftung beteiligt sich am MINT-Forum Hamburg, um die Begeisterung Hamburger Schüler für die Naturwissenschaften und Technik zu fördern. Die Stiftung vergibt seit 2013 den Hamburger Preis für Theoretische Physik und betreut seit 2011 das Internetportal LEIFIphysik, sowie seit 2021 das Internetportal LEIFIchemie.

### Programmbereich Wirtschaft
Es ist ein zentrales Anliegen der Stiftung, Menschen frühzeitig auf komplexe wirtschaftliche Sachverhalte und Probleme vorzubereiten. Darüber hinaus sollen unternehmerische Talente gefördert werden, um den verantwortungsvollen Umgang mit begrenzten Ressourcen zu gewährleisten. In den Augen der Stiftung ist verantwortungsvolles Unternehmertum Voraussetzung für die nachhaltige wirtschaftliche Leistungsfähigkeit einer Gesellschaft.
Im Programmbereich Wirtschaft wird seit 2016 der Deutsche Wirtschaftspreis der Stiftung vergeben. Auch in diesem Programmbereich finanziert die Joachim Herz Stiftung Stipendien für Doktoranden und Postdocs, Lehrerfortbildungen und den größten Schülerkongress im Bereich Wirtschaft.

## Portfolio
Das Stiftungsvermögen ist mit Stand September 2017 wie folgt angelegt: 75 % sind in Unternehmensbeteiligungen, ein Großteil davon bei der Beiersdorf AG, 12,0 % in Wertpapieranlagen und 13,0 % in Immobilien, die sich hauptsächlich in den USA befinden, investiert.